# Unitate de execuție
În ingineria calculatoarelor, o unitate de execuție (E-unit sau UE) este o componentă a unei unități de procesare care realizează operațiile și calculele transmise de unitatea de instrucțiuni. Poate avea propria sa unitate de secvențiere internă de control (să nu fie confundată cu unitatea principală de control principală a unui UCP), câteva registre, și alte unități interne, cum ar fi o unitate aritmetică-logică, unitate de generare de adrese, unitate în virgulă mobilă, unitate de încărcare-stocare, unitate de execuție de ramură sau alte componente mai mici și mai specifice, și poate fi adaptată pentru a suporta un anumit tip de date, cum ar fi numere întregi sau virgulă mobilă.
Este obișnuit ca unitățile de procesare moderne să aibă mai multe unități funcționale paralele în cadrul unităților lor de execuție, ceea ce se numește arhitectură superscalară. Cea mai simplă aranjare este să se utilizeze o singură unitate de gestionare a magistralei pentru a gestiona interfața de memorie și celelalte pentru a efectua calcule. În plus, unitățile de execuție moderne sunt de obicei canalizate (pipelined).